# Chad Ricklefs
Pour les articles homonymes, voir Ricklefs.
Chad Ricklefs est un athlète américain né le 12 juin 1967. Spécialiste de l'ultra-trail, il a notamment remporté la Leadville Trail 100 en 2000 et 2002 ainsi que l'American River 50 Mile Endurance Run, la Miwok 100K Trail Race et la JFK 50 Mile  en 2001.

## Résultats
| no  | masculin          | Course                          | Longueur | Départ           | Temps            |
| --- | ----------------- | ------------------------------- | -------- | ---------------- | ---------------- |
| 2e  | Médaille d'argent | American River 50               | 50 mi    | 1er avril 2000   | 6 h 12 min 49 s  |
| 2e  | Médaille d'argent | Massanutten Mountain Trails 100 | 100 mi   | 13 mai 2000      | 20 h 36 min 15 s |
| 1er | Médaille d'or     | Leadville Trail 100             | 100 mi   | 19 août 2000     | 18 h 07 min 57 s |
| 2e  | Médaille d'argent | Way Too Cool 50K                | 50 km    | 10 mars 2001     | 3 h 44 min 31 s  |
| 1er | Médaille d'or     | American River 50               | 50 mi    | 7 avril 2001     | 6 h 16 min 49 s  |
| 1er | Médaille d'or     | Miwok 100K                      | 100 km   | 5 mai 2001       | 8 h 41 min 15 s  |
| 1er | Médaille d'or     | JFK 50                          | 50 mi    | 17 novembre 2001 | 6 h 00 min 47 s  |
| 1er | Médaille d'or     | Leadville Trail 100             | 100 mi   | 17 août 2002     | 17 h 23 min 18 s |
| 2e  | Médaille d'argent | Vermont 100                     | 100 mi   | 20 juillet 2013  | 15 h 26 min 33 s |